# 染谷早紀
染谷 早紀（そめや さき、1990年6月20日 - ）は日本で活動するミュージカル俳優である。東京都出身。劇団四季所属。

## 来歴
3歳からDIYムーブメントラボでクラシックバレエを始め、ジャズダンス等のレッスンも重ねる。2009年3月に関東国際高等学校演劇科を23期生として卒業し、同年4月より劇団四季研究所へ49期生として入所した。同年10月17日に自由劇場で開幕したコーラスライン東京公演のクリスティン役が初舞台出演となった。

## 人物
劇団四季入団のきっかけはウィキッドを観劇したことによる
関東国際高等学校時代の同級生には笠原光希がおり、2年先輩に服部ゆうと石垣エリィがいる。
劇団四季研究所49期の同期には笹岡征矢や新保綾那がいる。

## 主な出演作品
- コーラスライン（2009年クリスティン）
- 美女と野獣（2010年アンサンブル7枠）
- リトル・マーメイド（2014年アンサンブル7枠）

※括弧内の年は初出演年